# Korntal-Münchingen
Korntal-Münchingen est une ville allemande située dans le Bade-Wurtemberg, dans l'arrondissement de Ludwigsbourg.

## Histoire
| Appartenances historiques Comté de Wurtemberg 1386–1442 Comté de Wurtemberg-Stuttgart 1442–1482 Comté de Wurtemberg 1482–1495 Duché de Wurtemberg 1495–1803 Électorat de Wurtemberg 1803–1806 Royaume de Wurtemberg 1806–1871 Empire allemand 1871-1918 République de Weimar 1918–1933 Reich allemand 1933–1945 Allemagne occupée 1945–1949 Allemagne de l'Ouest 1949-1990 Allemagne 1990-présent |

## Personnalités liées à la ville
- Fritz Grünzweig (1914-1989), théologien mort à Korntal.
- Dorothea Grünzweig (1952-), écrivain née à Korntal.
- Gunther Krichbaum (1964-), homme politique né à Korntal.